# Programa Biota/FAPESP
O Programa de Pesquisas em Caracterização, Conservação e Uso Sustentável da Biodiversidade do Estado de São Paulo, denominado Programa Biota/FAPESP, o Instituto Virtual da Biodiversidade, foi criado em março de 1999 a partir da Convenção sobre a Diversidade Biológica assinada durante a ECO-92 e ratificada pelo Congresso Nacional em 1994. 
  Seu principal objetivo é inventariar e caracterizar a biodiversidade do Estado de São Paulo, definindo os mecanismos para sua conservação, seu potencial econômico e sua utilização sustentável.

O programa é resultado de três anos de trabalho de um grupo de pesquisadores que, com o apoio da Coordenação de Ciências Biológicas e o respaldo da Diretoria Científica da FAPESP, sensibilizou a comunidade científica, que atua na vasta área do conhecimento que o termo biodiversidade abrange, para a necessidade de ações concretas para a implementação da Convenção sobre a Diversidade Biológica (CDB). O programa é acompanhado por cientistas do Scientific Advisory Committee com experiência em programas de biodiversidade em outros países.

## Histórico
No decorrer da conferência das Nações Unidas sobre Meio Ambiente e Desenvolvimento/CNUMAD, ou ECO-92, realizada no Rio de Janeiro, em junho de 1992, foram aprovados documentos que preconizam o uso sustentável dos recursos naturais e definem um novo modelo de desenvolvimento, representando significativo avanço para a conservação da biodiversidade do planeta. O Brasil liderou a subscrição de tais documentos no decorrer da ECO-92, tendo obtido apoio de cerca de 160 países. Em fevereiro de 1994, o Congresso Nacional ratificou a Convenção da Biodiversidade.
O Brasil é, reconhecidamente, um dos países com a maior diversidade biológica, abrigando entre 15 e 20% do número total de espécies do planeta. Parte considerável deste patrimônio foi, e continua sendo, perdida de forma irreversível antes mesmo de ser conhecida, principalmente em função da fragmentação de habitats, da exploração excessiva dos recursos naturais e da contaminação do solo, da água e da atmosfera.

No sentido de planejar adequadamente a conservação e exploração racional do gigantesco patrimônio representado pela diversidade biológica, a coordenação de ciências biológicas e a diretoria científica da FAPESP, organizaram uma discussão desse tema com lideranças da comunidade científica. Nessa reunião, realizada a 8 de abril de 1996, no auditório da FAPESP, em vista do grande interesse demonstrado pelos pesquisadores resolveu-se elaborar um projeto especial de pesquisas em conservação e uso sustentável da biodiversidade no âmbito do estado de São Paulo. Esse projeto foi inicialmente denominado "BIOTASP". A coordenação inicial do grupo tinha a seguinte composição: Álvaro Esteves Migotto - Cebimar/USP; Carlos Eduardo de Mattos Bicudo - Instituto de Botânica/SMA; Carlos Roberto F. Brandão - Museu de Zoologia/USP; Célio Fernando Baptista Haddad - IB/Unesp-Rio Claro; Cláudio Gonçalves Tiago - Cebimar/USP; Dora Ann Lange Canhos - Base de Dados Tropical (BDT)/Fundação André Tosello; George John Shepherd - IB/Unicamp; Maria Cecilia Wey de Brito - PROBIO/SMA; Paulo Sodero Martins - Esalq/USP; Ricardo Macedo Corrêa e Castro - FFCL/USP-Ribeirão Preto; Thomas Michael Lewinsohn - IB/Unicamp; Vanderlei Perez Canhos - FEA/Unicamp.

Em feveiro de 1999, o conselho superior da FAPESP aprovou a criação do Programa BIOTA/FAPESP – O Instituto Virtual da Biodiversidade que foi lançado oficialmente no dia 25 de março de 1999, em sessão solene, no auditório da FAPESP (Joly, 2010).  O programa BIOTA/FAPESP é o resultado de um processo de amadurecimento da comunidade científica do estado de São Paulo que atua na área de conservação e uso sustentável da biodiversidade (http://www.fapesp.br/biota/). O fato de ter sido construído pelos pesquisadores torna essa iniciativa única e de difícil replicação. O programa representa uma nova concepção entre a imprescindível etapa dos inventários sobre a composição da biodiversidade paulista e um programa de pesquisas em conservação e uso sustentável dessa biodiversidade.
A criação do Instituto Virtual da Biodiversidade, utilizando a Internet para o trabalho de articulação da comunidade acadêmica em torno dos objetivos do programa, coloca-o na linha de frente no que diz respeito ao uso de redes eletrônicas e biodiversidade. O uso da Internet permite que o conjunto de dados gerados esteja à disposição para a comunidade científica, para os órgãos responsáveis pela formulação de políticas de conservação da biodiversidade e para a sociedade em geral.

## Objetivos, metas e ações
- Estudar e conhecer a biodiversidade do Estado de São Paulo e divulgar este conhecimento e sua importância.
- Compreender os processos geradores, mantenedores e impactantes da biodiversidade.
- Ampliar a capacidade de organizações públicas e privadas de gerenciar, monitorar e utilizar sua biodiversidade.
- Avaliar a efetividade do esforço de Conservação no Estado, identificando áreas e componentes prioritários para Conservação.
- Desenvolver bases metodológicas e padrões de referência para estudos de impacto ambiental.
- Produzir estimativas de perda de biodiversidade em diferentes escalas espaciais e temporais.
- Subsidiar a tomada de decisão sobre projetos de desenvolvimento, especialmente os de desenvolvimento sustentável.
- Capacitar o Estado e organizações públicas e privadas para se beneficiar do uso sustentável de seus recursos biológicos genéticos.
- Capacitar o Estado para estimar o valor da biodiversidade e seus serviços, tais como conservação de recursos hídricos, controle biológico, etc.
- Capacitar as instituições do Estado a atender a disposições e instrumentos legais referentes a organismos vivos, tais como o depósito de espécimes.

## Resultados do programa
A construção de um banco de dados que integra as informações produzidas por todos os pesquisadores que participam do programa foi possível através do uso da ficha padrão de coleta e do modelo padronizado de listas de espécies. Esse sistema, batizado de Sistema de Informação Ambiental (SinBiota – http://sinbiota.biota.org.br), foi desenvolvido de forma a permitir uma fácil acessibilidade e entrada de dados online de qualquer computador conectado à Internet. O acesso a esses dados é público e gratuito.

O Atlas do programa BIOTA/FAPESP (https://web.archive.org/web/20121020065710/http://sinbiota.biota.org.br/Sinbiota/Map/Ajax) é o resultado da digitalização das 416 cartas do estado de São Paulo, na escala 1:50.000, do IBGE de 1972. Os temas Manchas Urbanas, Malha Viária, Limites Municipais, Hidrografia, Limite da Unidades de Gerenciamento Hídrico, Topografia, Áreas de Reflorestamento, limites das Unidades de Conservação, e Remanescentes de Vegetação Nativa foram atualizados com base nas imagens dos satélites Landsat 5 e 7 de 1998/2000. A legenda utilizada para os remanescentes de vegetação nativa segue a terminogolia estabelecida por Veloso et al (1991) 

Com as coordenadas geográficas é possível conectar o banco de dados de informações textuais com o mapa digital, permitindo a visualização on the fly da distribuição espacial das espécies cadastradas no sistema. O sistema permite que o usuário construa e imprima um mapa com as ocorrências de espécies que desejar.
O programa BIOTA/FAPESP estimulou o desenvolvimento do projeto Sistema de Informação Distribuído para Coleções Biológicas (http://splink.cria.org.br/) que interligou dezenas de coleções biológicas de diferentes temas, já tendo informatizado e disponibilizado aproximadamente dois milhões de registros dessas coleções, prevendo ainda a repatriação de dados de subcoleções específicas fora do estado de São Paulo (no Brasil e no exterior).
 
Em 2001 o programa lançou a revista científica BIOTA NEOTROPICA (http://www.biotaneotropica.org.br), que publica os resultados de projetos de pesquisa, associados ou não ao programa, relevantes para a caracterização, conservação, restauração e uso sustentável da biodiversidade na região Neotropical.

Em junho de 2003 o Programa BIOTA/FAPESP lançou a rede Biota de Bioprospecção e Bioensaios, denominada BIOprospecTA (http://www.bioprospecta.org.br), com o objetivo de ampliar para toda biota do Estado de São Paulo o sucesso obtido pelo projeto temático sobre bioprospecção de plantas da Mata Atlântica e do Cerrado desenvolvido no âmbito do Programa. Esses programas pretendem ampliar o foco, tanto em termos de organismos estudados como para os bioensaios utilizados. A meta é integrar todos os grupos de pesquisa do Estado de São Paulo que atuam direta ou indiretamente, com a prospecção de novas moléculas bioativas oriundas de microorganismos, fungos, plantas, invertebrados (inclusive marinhos) e vertebrados.

Em junho de 2012 foi lançada a base de dados virtual dos metabólitos secundários e derivados obtidos e publicados pelo grupo de pesquisa NuBBE, integrante do BIOTA/FAPESP. A base de dados do NuBBE (NuBBEDB) contém dados botânicos [taxon, gênero espécie], químicos [massa molar, logP, número de doadores e aceptores de ligação de hidrogênio, número de violações de regra de Lipinski, estrutura química 2D e 3D], farmacológicos e toxicológicos [dados quali- e quantitativos quando disponíveis]. A base de dados do NuBBE está disponível em http://nubbe.iq.unesp.br/nubbeDB.html e será continuamente atualizada com novas substâncias. Essa base de dados é uma importante ferramenta para estudos de triagem virtual, desreplicação, metabolômica e planejamento de novos compostos bioativos.
Desde sua criação em 1999, o BIOTA/FAPESP possibilitou a descrição de mais de 500 espécies de plantas e animais, formou 180 mestres e 60 doutores, gerou cerca de 700 artigos em 170 periódicos científicos, publicou 20 livros e 2 atlas. Através de 90 projetos de pesquisa, integrou mais de 1200 pesquisadores de instituições paulistas dos diversos níveis acadêmicos, doa quais pelo menos 500 são pesquisadores seniores, além de 150 colaboradores de outros estados e 80 do exterior.

## Ciência cidadã
Os pesquisadores estão compartilhando conhecimento sobre cobras e mordidas de cobras venenosas com habitantes do bairro de Guapiruvu, um dos lugares no município de Sete Barras com uma alta taxa de acidentes de mordida de cobra. O projeto visa promover a conservação de várias espécies de cobras na área e contribuir com a base de pesquisa Biota-FAPESP, além de ajudar os moradores a reduzir as ocorrências de picadas de cobras venenosas.

## Bases para a conservação da biodiversidade
Uma revisão taxonômica preliminar dos grupos de microrganismos, vegetais e animais serviu de base para a classificação dos dados e coleções disponíveis. Foram catalogados:
- Ácaros
- Algas
- Anfíbios
- Aves
- Briófitas
- Fanerógamas
- Fungos Liqueinizados
- Fungos Macroscópicos
- Insecta e Arachnida
- Invertebrados Dulciaüícolas (não planctônicos)
- Invertebrados Marinhos
- Mamíferos
- Microrganismos: bactérias, fungos filamentosos e leveduras
- Nematoda
- Peixes
- Planárias Terrestres
- Phoronida, Gastrotricha e Kinorhyncha
- Pteridófitas
- Vírus
- Zooplâncton lacustre

## Alguns projetos
1. Atlas Ambiental do Município de São Paulo - concluído
2. Avaliação da integridade biótica dos riachos da região noroeste do Estado de São Paulo, bacia do Alto Paraná, utilizando comunidades de peixes.
3. Biodiversidade bêntica marinha no estado de São Paulo.
4. Biodiversidade das interações entre vertebrados frugívoros e plantas da Mata Atlântica do Sudeste do Brasil.
5. Biodiversidade de Arachnida e Myriapoda no Estado de São Paulo.
6. Biodiversidade de modelos reprodutivos caracterizados em espécies a serem preservadas no Estado de São Paulo.
7. Bioprospecção em fungos: a busca de novos princípios ativos para o design de novos fármacos e de enzimas com aplicações farmacêuticas e industriais.
8. Coleta, uso e caracterização da diversidade genética de germoplasma de batata-doce (Ipomoea batatas L. Lam.) e cará (Dioscorea spp.) em roças de agricultura tradicional do Vale do Ribeira, SP, Brasil.
9. Componentes espaciais da diversidade de insetos aquáticos em riachos da Mata Atlântica no Estado de São Paulo.
10. Conservação e Utilização Sustentável da Biodiversidade Vegetal do Cerrado e Mata Atlântica: diversidade química de plantas nativas de mata e cerrado e seu potencial biológico.
11. Diagnóstico das populações de aves e mamíferos cinegéticos nas Unidades de Conservação da Mata Atlântica de São Paulo.
12. Distribuição da comunidade de palmeiras no gradiente altitudinal da Mata Atlântica na região nordeste do estado de São Paulo.
13. Diversidade de Anfíbios Anuros do Estado de São Paulo.
14. Diversidade de ácaros de importância agrícola e outros artrópodos a eles associados no estado de São Paulo.
15. Estrutura e Funcionamento de Bacias Hidrográficas de Meso e Micro escala do Estado de São Paulo: bases para

gerar e sustentar a biodiversidade.   
1. Estudos Etnobotânicos Qualitativos e quantitativos em Comunidades Tradicionais no PETAR, Iporanga, SP.
2. Etnoecologia do mar e da terra na costa paulista da Mata Atlântica: áreas de pesca e uso de recursos naturais.
3. Uso Sustentável da Biodiversidade Brasileira: prospecção químico-farmacológica em plantas superiores da Mata Atlântica e do Cerrado.

## Publicações do Programa Biota/FAPESP
- Coleção Biodiversidade do Estado de São Paulo (1999)
- Banco de dados de Publicações do Programa Biota/Fapesp
- Flora Ficológica do Estado de São Paulo - Volume 5 - Charophyceae
- Estação Ecológica Juréia-Itatins Ambiente Físico, Flora e Fauna 1
- Revista BIOTA NEOTROPICA